# Парень из китайского квартала
«Па́рень из кита́йского кварта́ла» (кит. 唐人街小子) — гонконгский фильм с боевыми искусствами с Александром Фу в главной роли.

## Сюжет
Стремясь выжить в бандитских войнах в Гонконге, молодой уличный боец Тань Дун успешно расправляется со всеми своими соперниками, пока не натыкается на людей из гонконгской триады. Парень вынужден бежать в Сан-Франциско, где снова связывается с бандами преступников, но на этот раз Тань Дун прокладывает себе путь на вершину самой мощной преступной организации города, боссом которой является Белый Дракон. Начальство Тань Дуна оборачивается кровопролитным противостоянием за контроль над всем китайским кварталом. И в конечном счёте перед новым главой организации встаёт вопрос — использовать свои навыки ради большей власти или помочь своему другу Ян Цзяньвэню.

## В ролях
- Александр Фу Шэн — Тань Дун
- Ширли Ю[англ.] — Лянь Но
- Сиу Ям-ям[кит.] — Сильвия (Сянь Ва)
- Филип Куок[кит.] — Белый Дракон
- Дженни Цзэн[кит.] — Ивонна (Ли Хуафэн)
- Сунь Цзянь[кит.] — Ян Цзяньвэнь
- Ло Ман[кит.] — Жёлтый Тигр Ди
- Джонни Ван[англ.] — Сюй Хао

## Отзывы
Кэлвин Макмиллин похвалил актёрскую работу Фу Шэна и назвал фильм «довольно развлекательной картиной». Борис Хохлов написал, что «в целом фильм цепляет не так сильно, как иные работы Чжан Чэ – несмотря на отличную игру Фу Шэна, основательность постановки и драматизм некоторых сцен», но тем не менее оценил «парня» в четыре звезды из пяти.